# Stela
Stela je žensko osebno ime.

## Izvor imena
Ime Stela je različica ženskega osebnega imena Stella (latinsko in italijansko).

## Tujejezikovne oblike imena
- pri Angležih, Nemcih, Madžarih, Nizozemcih, Poljakih in Švedih: Stella
- pri Čehih: Stela
- pri Islandcih: Stjarna
- pri Italijanih: Stella, Stellina, Estella
- pri Rusih: Стелла

## Pogostost imena
Po podatkih Statističnega urada Republike Slovenije je bilo na dan 31. decembra 2007 v Sloveniji število ženskih oseb z imenom Stela: 101.

## Osebni praznik
Osebe z imenom Stela lahko godujejo takrat kot osebe z imenom Estera oziroma Zvezda.